# Pandelela Rinong Pamg
Pandelela Rinong anak Pamg (* 2. März 1993 in Kuching) ist eine malaysische Wasserspringerin. Sie ist Angehörige der ostmalaysischen Ethnie der Bidayuh. Rinong startet im 10-m-Turmspringen und zusammen mit Mun Yee Leong im 10-m-Synchronspringen.
Rinong nahm an den Olympischen Spielen 2008 in Peking teil. Im Turmspringen schied sie als 27. im Vorkampf aus. 2009 errang sie bei den Weltmeisterschaften in Rom gewann sie mit Mun Yee Leong die Bronzemedaille im 10-m-Synchronspringen. Erfolgreich lief auch das Jahr 2010. Sie nahm an den ersten Olympischen Jugend-Sommerspielen in Singapur teil und gewann dabei sowohl vom 3-m-Brett als auch vom 10-m-Turm die Silbermedaille. Auch bei den Asienspielen 2010 in Guangzhou und den Commonwealth Games 2010 in Delhi konnte sie jeweils zwei Medaillen erreichen. Ihre Goldmedaille vom 10-m-Turm in Delhi war zugleich die erste Goldmedaille eines malaysischen Wasserspringers bei Commonwealth Games. Bei den Weltmeisterschaften 2011 in Shanghai wurde Rinong Fünfte vom Turm und Sechste mit Leong im Synchronspringen. Bei den Olympischen Sommerspielen 2012 in London erlangte sie die Bronzemedaille.
Bei den Olympischen Sommerspielen 2020 war sie während der Schlussfeier die Fahnenträgerin ihrer Nation.